# Черемисский сельсовет (Курганская область)
Черемисский сельсовет — упразднённые административно-территориальная единица и сельское поселение в Шадринском районе Курганской области Российской Федерации.
Административный центр — село Черемисское.
С 23 декабря 2021 года Законом Курганской области от 10.12.2021 № 140 муниципальный район был преобразован в муниципальный округ, в административном районе упразднён сельсовет.

## История
Статус и границы сельского поселения установлены Законом Курганской области от 4 ноября 2004 года № 755 «Об установлении границ муниципального образования Черемисского сельсовета, входящего в состав муниципального образования Шадринского района».

## Население
1. Н/Д[4]

## Состав сельского поселения
| № | Населённый пункт | Тип населённого пункта       | Население |
| - | ---------------- | ---------------------------- | --------- |
| 1 | Качусово         | деревня                      | ↘93       |
| 2 | Мельникова       | деревня                      | →15       |
| 3 | Черемисское      | село, административный центр | ↘345      |